# BCF Paris
 (décembre 2023).
Si vous disposez d'ouvrages ou d'articles de référence ou si vous connaissez des sites web de qualité traitant du thème abordé ici, merci de compléter l'article en donnant les références utiles à sa vérifiabilité et en les liant à la section « Notes et références ».
Le BCF Paris est un club français de softball basé à Paris. Créé en 1968, il se spécialise d'abord sur le baseball et devient le grand rival local du dominant Paris UC des années 1970 au début des années 1990. le BCF doit se contenter de quatre finales perdues en Championnat de France de baseball en 1982, 1986, 1987 et 1991. 
La section baseball n'est plus active mais le softball reste pratiqué chez les masculins et les féminines. Le BCF compte un palmarès fourni en softball[réf. nécessaire].

## Palmarès
- Vice-champion de France de baseball (4) : 1982, 1986, 1987 et 1991.